# 치고 달려라
치고 달려라는 대한민국의 4인조 록 밴드인 타카피가 부른 노래이자, 동명의 싱글 앨범 시리즈의 명칭이다.
매년 프로야구 중계를 실시해오던 KBS N SPORTS가 2008년 한국 프로야구 시즌부터 중계방송의 메인 테마송으로 이 곡을 활용하여 최초로 공개되었으며, 이 시점을 기준으로 2015년 현재까지 매 시즌마다 다른 가수가 피처링하거나 편곡을 다르게 하여 공개하고 있다. 싱글 앨범으로서는 2008년 3월 23일에 출시된 2008 시즌부터 매 해마다 출시되고 있다.

## 가사
치고 달려라
멀리 높이 더 빨리 쏴봐
뜨거운 열정을 담아
포기란 없어
한번더 덤벼 보는거야
끝장을 보고 말테야
대지를 밟고 일어난
그대에게서 나를 찾는다
오늘도 버텨 내어준
나의 하루에 너를 찾는다
치고 달려라
멀리 높이 더 빨리 쏴봐
뜨거운 열정을 담아
포기란 없어
한번더 덤벼 보는거야
끝장을 보고 말테야
빛나던 날들아 오라
팔도강산을 품어 안으라
무지개 넘어
그대와 함께 가리라
웃어 보리라
치고 달려라
치고 달려라
치고 달려라
치고 달려라
치고 달려라
치고 달려라
치고 달려라
치고 달려라

## 음반

### 2008년
- 2008년 3월 28일 발매

1. 치고 달려라
2. Fly High
3. 치고 달려라(Inst.)

### 2009년
- 2009년 4월 23일 발매
- 랩퍼 G-IDEA가 참여한 곡으로 2008년 버전 가사의 일부가 랩으로 치환되었다.

1. 치고 달려라 2009`(Feat. G-IDEA)
2. 마이너리그 스타
3. 치고 달려라 2009`(Inst.)

### 2010년
- 2010년 5월 7일 발매
- 연예인 야구단이자 당시 방영중이었던 프로그램 이름인 천하무적 야구단이 참여하여 화제가 되었으며, 녹음 장면이 2010년 5월 8일자 방송분에 수록되기도 하였다. 또한 음원 판매수익금 전액이 아마추어 야구인을 위한 '꿈의 구장' 건설기금으로 전달되었다.[1]

1. 치고 달려라 2010 (Feat. 천하무적 야구단)
2. 치고 달려라 2009`(Feat. G-IDEA)
3. 치고 달려라 2008
4. 치고 달려라 2010 (Inst.)

### 2011년
- 2011년 4월 8일 발매

1. 치고 달려라 2011

### 2012년
- 2012년 4월 18일 발매

1. 치고 달려라 2012
2. 치고 달려라 2012 (Inst.)

### 2013년
- 2013년 5월 2일 발매

1. 치고 달려라 2013 (Feat. 유수연 of 시베리안 허스키)

### 2014년
- 2014년 4월 18일 발매
- 앨범의 부제는 Life Goes On이다.

1. 치고 달려라 2014
2. 너클볼
3. 치고 달려라 2014 (Inst.)

### 2015년
- 2015년 7월 17일 발매
- 기존 앨범과 다르게 "치고 달려라" 사비 부분을 변화 시킨 노래이다. 원래는 삽입 부분을 KBS N SPORTS 측에서 바꾸지 말라했는데 양해를 구해서 바꾸게 됐다고 한다.

1. 치고 달려라 2015 (Feat. 임환택 of 할로우 잰)
2. 치고 달려라 2015 (Inst.)

### 2016년
- 2016년 4월 21일 발매
- 2016년 버전에선 기존의 펑크록적인 모습에 다소 파격적인 edm 사운드를 차용했다.

1. 치고 달려라 2016
2. 치고 달려라 2016 (Inst.)

## 같이 보기
- 타카피
- KBS N SPORTS